# Thomas de Maussion
Pour les articles homonymes, voir Maussion.
Thomas-Antoine-Jean de Maussion (13 avril 1764, Paris - 1er février 1839, Arrancy) est un homme politique français.

## Biographie
Magistrat en 1784, il resta en dehors des affaires publiques jusqu'au 18 brumaire, et devint ensuite maire d'Arrancy, conseiller d'arrondissement de Laon et conseiller général de l'Aisne. 
Élu, le 24 novembre 1821, député du grand collège de l'Aisne, il assista quelques jours après à un banquet offert aux élus de son département, et y déclara qu'il voulait, comme ses collègues, le maintien du trône constitutionnel, de la Charte et des libertés publiques. Il rentra, en 1830, dans la vie privée.

## Sources
- « Thomas de Maussion », dans Adolphe Robert et Gaston Cougny, Dictionnaire des parlementaires français, Edgar Bourloton, 1889-1891 [détail de l’édition]